# Râul Buza
Râul Buza este un curs de apă, afluent al râului Fresca. 